# قانون إندونيسي

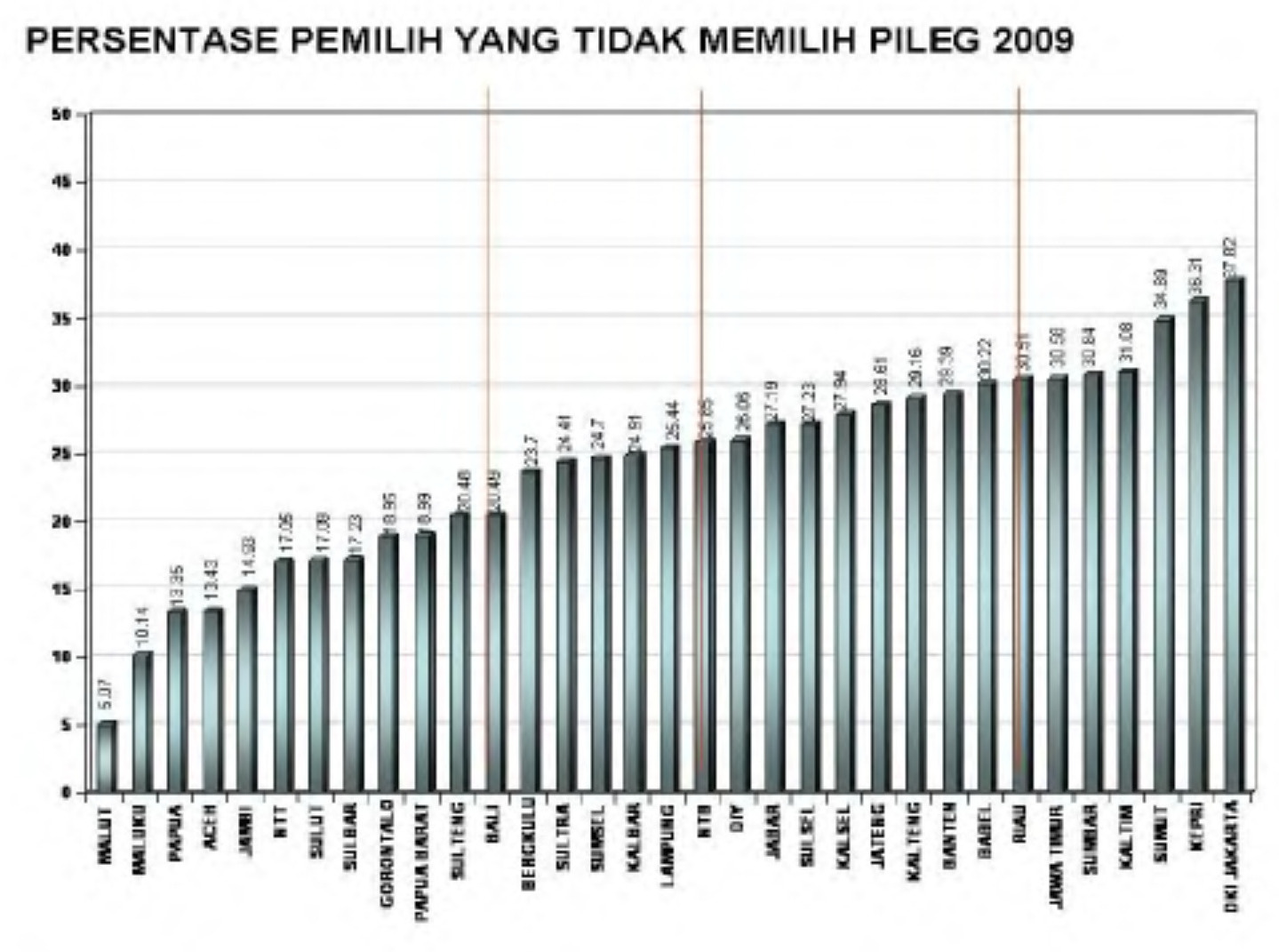
معدل الامتناع عن التصويت في الانتخابات التشريعية الإندونيسية لعام 2009

قانون إندونيسي (بالإنجليزية: Law of Indonesia): يعتمد القانون الإندونيسي على نظام القانون المدني، الممزوج بالقانون العرفي المحلي والقانون الهولندي. قبل الوجود الأوروبي والاستعمار في القرن السادس عشر، حكمت الممالك الأصلية الأرخبيل بشكل مستقل بقوانينها العرفية الخاصة، والمعروفة باسم "عادات"؛ وهي تلك القواعد التقليدية الغير مكتوبة؛ والتي لا تزال سارية في المجتمع الإندونيسي. لم تؤثر التأثيرات الأجنبية من الهند والصين والشرق الأوسط على الثقافة فحسب، بل أثرت أيضًا على العادات. على سبيل المثال، يتبع شعب آتشيه في سومطرة قانون الشريعة الإسلامية الخاص بهم، في حين لا تزال الجماعات العرقية مثل التوراجا في سولاوسي تتبع قانونها العرفي الأرواحي.